# Seybah Dagoma
Seybah Dagoma, née le 9 juin 1978 à Nantes (Loire-Atlantique), est une avocate et femme politique française, membre du Parti socialiste. De 2008 à 2012, elle est adjointe au maire de Paris, chargée de l'économie sociale et solidaire, puis députée de la 5e circonscription de Paris de 2012 à 2017.

## Origine
Ses parents sont originaires d'une ethnie chrétienne du sud du Tchad. Son père originaire de N’Djaména est venu en France, à Nantes, suivre une formation de juriste. Sa mère, Véronique originaire de Laï a pris un emploi de cuisinière dans une collectivité. « C'est elle qui s'est occupée de nous » raconte Seybah. Elle est la quatrième d'une famille de cinq enfants. Ses parents divorcent. Les enfants et la mère déménagent à Sarcelles quand Seybah a cinq ans. « Le fait d'avoir grandi à Sarcelles a compté dans mon engagement. C'est là que s'ancrent mes convictions, qu'est devenue évidente la nécessité d'une justice sociale. ». Seybah Dagoma se souvient d'une « joyeuse Babel. J'ai adoré cette mixité. J'étais invitée à shabbat chez une amie juive, à rompre le jeûne du ramadan chez une autre, musulmane. Il y avait même des Chaldéens et des gens de Pondichéry. Ce vaste monde apprenait l'instruction civique et les départements français par la grâce d'un professeur pied-noir, qui n'hésitait pas à botter les fesses des récalcitrants ».

## Formation
Elle est titulaire d'un DEA de droit des affaires et de l'économie de l'université Paris I Panthéon-Sorbonne et d'un master en financement de projets-financements structurés de l'École nationale des ponts et chaussées. Elle intègre le cabinet américain Cleary Gottlieb Steen & Hamilton LLP en tant qu'avocate spécialisée dans les entreprises en difficulté après avoir fait son stage au sein du cabinet Gide Loyrette Nouel.

## Carrière politique
À quinze ans, elle est bénévole au sein de l'association France Espoir consacrée à l'intégration des jeunes en difficulté et axée sur le soutien scolaire, les activités éducatives et culturelles. Elle se rapproche du PS Sarcellois où elle milite durant plusieurs années avant de prendre sa carte du parti en 2005 à Paris. Elle est proche de Dominique Strauss-Kahn et de Bertrand Delanoë. Elle est membre du conseil d'orientation scientifique de la Fondation Jean-Jaurès. Elle était également membre de la commission de la rénovation du PS Les socialistes et le marché. Elle est également membre fondatrice de la Fondation Terra Nova.
Le 18 octobre 2007, elle intègre l'équipe de Bertrand Delanoë en tant que tête de liste du 1er arrondissement aux élections municipales de 2008, ayant été investie par 58 % des voix des militants. Elle est l'une des figures, très médiatisée, de la diversité du PS lors de ces élections municipales.
Le 12 janvier 2008, Bertrand Delanoë la nomme porte-parole au commerce, à l'artisanat et aux PME. Elle était présidente de la Sempariseine, une société d'économie mixte de la Ville de Paris chargée de l'aménagement, de la construction et de la gestion d’ouvrages complexes.
En 2008, elle est élue conseillère de Paris, et devient adjointe au maire de Paris, chargée de l’économie sociale et solidaire.
Elle a lancé en 2009 l'appel à projets pour créer des entreprises solidaires. Il vise la création d'emplois d'insertion et de nouveaux services pour les Parisiens. Son intervention a souvent permis le sauvetage d'entreprises en panne de repreneur en recourant aux SCOP (sociétés coopératives de production).
Elle revendique avoir conduit au retour à l'emploi, entre 2008 et 2012, plus de 10 000 personnes.
En 2012, elle est candidate du Parti socialiste aux élections législatives dans la 5e circonscription (regroupement des 3e et 10e arrondissements de Paris). Elle arrive en tête au premier tour, avec 43,6 % des voix, contre 21,3 % à l’UMP Benjamin Lancar. Elle est élue députée le 17 juin avec 70,10 % des voix. Conformément à sa promesse de campagne, elle démissionne de son mandat d'adjointe au maire de Paris le 9 juillet 2012 et du Conseil de Paris le 4 décembre 2012. Elle devient ainsi la première députée française d'origine africaine - si l'on excepte les élues d'Algérie et du Sahara en 1958 - mais la jeune élue refuse d'être perçue comme un symbole de la « diversité » (« Je ne suis pas qu'une femme noire. Je ne crois pas en cette grille de lecture, c'est prendre le risque du communautarisme. Être un emblème n'est pas du tout dans mon tempérament », déclare-t-elle ainsi au Monde en 2012).
Elle est membre de la commission des affaires étrangères et des affaires européennes. Après la nomination de Philippe Martin (député du Gers, alors premier vice-président) en tant que ministre de l'Écologie, elle devient la première vice-présidente du groupe socialiste à l'Assemblée nationale (anciennement deuxième vice-présidente).
Elle est très impliquée sur les questions liées au commerce international, et en particulier, au juste échange. Elle est d'ailleurs l'auteur de trois résolutions, l'une consacrée à la réciprocité dans les marchés publics, l'autre relative à l'accord de libre-échange entre l'Union européenne et les États-Unis et la dernière au juste échange.
Actuellement, elle est rapporteure pour avis du budget du commerce extérieur et est également l'auteur d'un rapport consacré au mécanisme de règlement des différends entre investisseurs et États dans les accords internationaux.
En octobre 2013, elle devient porte-parole adjointe d'Anne Hidalgo pour les élections municipales de 2014 à Paris, aux côtés de Bruno Julliard, Rémi Féraud (également codirecteur de campagne avec Jean-Louis Missika), Ian Brossat, Colombe Brossel et Myriam El Khomri, sans être elle-même candidate.
Elle est membre de la mission sur l'avenir des institutions, co-présidée par Claude Bartolone et Michel Winock, qui a débuté ses travaux le 27 novembre 2014 et a présenté son rapport début octobre 2015.
En juin 2015, elle est élue secrétaire nationale du Parti socialiste chargée du suivi des négociations transatlantiques et du commerce international.
À la suite des attentats de Paris de novembre 2015 et à la suite du traitement médiatique des attentats de janvier 2015, alors que certains diffuseurs ont fait circuler sur les réseaux sociaux des informations qui pouvaient mettre en danger les habitants et les forces de l'ordre, elle co-signe dans le cadre de la loi de prolongation de l'état d'urgence un amendement présenté par la députée de Paris Sandrine Mazetier visant, contre l'avis du gouvernement, à habiliter les autorités à prendre toutes mesures pour assurer le contrôle de la presse et des publications de toute nature ainsi que celui des émissions radiophoniques, des projections cinématographiques et des représentations théâtrales tel qu'il existait dans la loi de 1955 relative à l'état d'urgence,. Cet amendement est finalement retiré avant son examen.
Le 12 mai 2016, elle devient présidente du conseil d'administration de Business France.
Du 6 au 12 décembre 2016, entre la nomination de Bruno Le Roux comme ministre de l'Intérieur du gouvernement Cazeneuve et l'élection d'Olivier Faure, elle assure l'intérim de la présidence du groupe socialiste, écologiste et républicain à l'Assemblée nationale.
Lors des élections législatives de 2017, elle perd au second tour avec 43,7 % des voix, au profit de Benjamin Griveaux, candidat d'En Marche.

### Tentative d'agression terroriste
Le 29 octobre 2015, un homme musulman non pratiquant de 32 ans affirmant vouloir servir le jihad et déjà condamné pour trafic de drogues est arrêté après s'être dénoncé lui-même pour projet d'agression contre elle auprès de la plateforme de signalement antijihad lancée par le ministère de l'Intérieur. Selon Le Figaro, Seybah Dagoma ne le connaissait pas mais « avait toutefois rendez-vous avec lui dans les prochains jours, car il l'avait contactée pour un projet de web-télé. C'est lors de ce rendez-vous que l'agression aurait pu avoir lieu. Selon les éléments apportés par l'inculpé, il aurait été saisi d'une bouffée de «haine» après avoir obtenu le rendez-vous et aurait alors seulement nourri son projet criminel. ». Ce dernier est mis en examen pour entreprise individuelle terroriste, une première pour ce chef de poursuite, et écroué le 5 novembre 2015.

## Fonctions diverses
Elle est membre du conseil d'administration de l'Office français de protection des réfugiés et apatrides.
Durant la XIVe législature (2012-2017), elle est membre des groupes d'amitié suivants de l'Assemblée nationale : Inde, Afrique du Sud, Brésil et Turquie.